# Lo Stato Social
Lo Stato Social è un documentario italiano creato e diretto da Giorgio John Squarcia che analizza il ruolo dei social media nella comunicazione politica e nella formazione del consenso elettorale.
Il documentario ha contribuito a tenere alta l'attenzione sull'analisi delle campagne elettorali, ponendo l'accento sul potere dei social media e sulla capacità di questi strumenti di plasmare l'opinione pubblica.

## Trama
Trasmettendo una cronaca in tempo reale della campagna elettorale per le Elezioni politiche in Italia del 2018, il film racconta quanto, e in che modo, i canali digitali abbiano influenzato il comportamento degli elettori e le strategie dei candidati.
Monitorando quotidianamente engagement, numero di follower e interazioni online dei principali leader politici italiani, Lo Stato Social ricostruisce le dinamiche della campagna elettorale e presenta un quadro della comunicazione politica italiana nell'era della rivoluzione digitale, attraverso immagini d'archivio e riprese originali.
Con l'ausilio di interviste a social media manager, esperti di comunicazione e figure politiche coinvolte, il documentario ricostruisce inoltre i momenti di svolta della campagna elettorale, indagando quanto le strategie digitali possano avere inciso sul risultato finale.

## Distribuzione
Lo Stato Social è stato trasmesso per la prima volta su Sky Atlantic durante il periodo elettorale del 4 marzo 2018. 